# 大ニコバル島

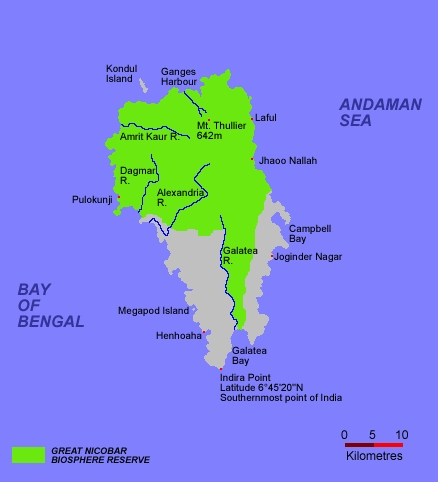
大ニコバル島

大ニコバル島（だいニコバルとう、ヒンディー語: बड़ा निकोबार, ニコバル諸語: टोकिओंग लोंग, 英語: Great Nicobar）はニコバル諸島南部の島。ニコバル諸島で最大の島であり、インド洋東部に位置する。行政面ではインドのアンダマン・ニコバル諸島に属し、インド領の最南端でもある。
面積は1,045km2、最高所のチュイリエ山の標高は642m。熱帯雨林に覆われた植生となっており、被子植物、シダ植物、裸子植物、コケ植物、地衣類などの650種の植物が生えている。特に木生シダやランの希少種または固有種がある。動物相も豊富で、島と周辺にはカニクイザル、ニコバルツパイ、ジュゴン、ニコバルツカツクリ、ニコバルカンムリワシ、イリエワニ、ウミガメ、アミメニシキヘビなどの固有種または絶滅危惧種が生息する。島の大部分は自然保護区となっており、2013年にユネスコの生物圏保護区に指定された。
2004年のスマトラ島沖地震に伴う津波では大きな被害を受けている。